# Septième district congressionnel de Virginie
Le 7e district congressionnel de Virginie est un district situé dans le Commonwealth de Virginie. Le district est actuellement représenté par la Démocrate Abigail Spanberger, élue pour la première fois en 2018.
Le district s'étend sur une grande partie de la Virginie centrale et du nord, y compris l'ensemble d'Orange, Culpeper, Spotsylvania, le Comté de Greene, le Comté de Madison, Fredericksburg, le Comté de Caroline, le Comté de King George, le Comté de Stafford, la moitié sud-est du Comté de Prince William et un petit partie du Comté d'Albemarle.

## Histoire
Jusque dans les années 1970, le 7e district comprenait la moitié nord de la vallée de Shenandoah, qui fait désormais partie du 6e district, fortement Républicain. Après le recensement de 1970, elle a perdu la majeure partie de la vallée à l'exception de Winchester, tout en reprenant Manassas et Fredericksburg, s'étendant ainsi des franges de la banlieue de Washington, DC jusqu'à Charlottesville. Cette itération du 7e a été l’une des premières régions de Virginie à se débarrasser de ses racines Solid South. Les démocrates de la région ont commencé à partager leurs tickets dès les années 1930. Les Républicains ont accédé au siège en 1970 et l’ont conservé sans trop de difficultés jusqu’en 1993.
La configuration actuelle du district date de 1993, lorsque la Virginie a été contrainte de créer un district à majorité minoritaire par une directive du Ministère de la Justice. À cette époque, la majeure partie de Richmond, qui se trouvait entièrement dans l'ancien 3e district depuis plus d'un siècle, a été déplacée vers un 3e district nouvellement créé. Le territoire restant de l'ancien 3e a été combiné avec quelques zones plus rurales au nord pour former le nouveau 7e district.
De 2013 à 2017, le 7e district s'étendait de l'extrémité ouest de Richmond à travers les parties les plus riches des comtés de Henrico et Chesterfield avant d'englober l'ensemble des comtés de Goochland, Hanover, Louisa, New Kent, Orange, Culpeper, Page et Rappahannock et une partie de Comté de Spotsylvania. En 2016, le 3e district adjacent a été jugé inconstitutionnel, ce qui a conduit à un redécoupage ordonné par le tribunal qui a modifié le 7e district pour les élections de 2016,.
De 2017 à 2023, le district s'étendait sur une grande partie de la Virginie centrale, y compris tous les comtés d'Orange, Culpeper, Goochland, Louisa, Nottoway, Amelia et Powhatan. Le district comprenait également de grandes parties des comtés de Chesterfield et Henrico dans la banlieue de Richmond. Cependant, Richmond n’était pas au 7e. Le Comté de Spotsylvania comptait également une grande partie du 7e district, juste à l'extérieur de Fredericksburg.

## Démographie
Selon les données de 2017 du Bureau du recensement des États-Unis pour le 7e district congressionnel de Virginie, la population totale du district est de 790 084 habitants. L'âge médian du district est de 39,7 ans. 65,5 % du district est composé de Blancs non hispaniques, 18,4 % de Noirs, 5,1 % d'Asiatiques, 0,3 % d'Amérindiens ou d'Alaska et 3,4 % d'une autre race avec 7,3 % d'Hispaniques ou de Latinos. Les logements occupés par leur propriétaire représentent 73,0 % et les logements occupés par les locataires, 27,0 %. La valeur médiane des maisons unifamiliales occupées par leur propriétaire est de 266 500 $. 91,6 % de la population du district possède au moins un diplôme d'études secondaires, 40,4 % au moins un baccalauréat ou plus. 9,1 % du district sont des anciens combattants civils. 9,1 % sont nés à l'étranger et 11,9 % parlent une langue autre que l'anglais à la maison. 9,9 % sont en situation de handicap. 68,2 % de la population du district fait partie de la population active, composée des personnes de 16 ans et plus. Le temps de trajet moyen pour se rendre au travail est de 29,3 minutes. Le revenu médian des ménages est de 77 533 $. Le revenu par habitant est de 37 567 $. 5,3 % de la population sont des familles vivant en dessous du seuil de pauvreté, et 7,7 % des individus vivent en dessous du seuil de pauvreté. 9,5 % des enfants vivent en dessous du seuil de pauvreté.

## Historique de vote

### Résultats sous les frontières actuelles (depuis 2023)
| Année | Poste                 | Résultats                       |
| ----- | --------------------- | ------------------------------- |
| 2008  | Président             | Obama 52,4 % – 46,8 %           |
| 2012  | Président             | Obama 51,3 % - 47,6 %           |
| 2012  | Sénat                 | Kaine 52,2 % - 47,7 %           |
| 2013  | Gouverneur            | Cuccinelli (en) 49,0 % - 45,7 % |
| 2013  | Lieutenant-Gouverneur | Northam 50,9 % - 49,0 %         |
| 2013  | Procureur Général     | Obenshain (en) 51,7 % – 48,2 %  |
| 2014  | Sénat                 | Gillespie 52,7 % - 45,35 %      |
| 2016  | Président             | Clinton 48,2 % – 46,0 %         |
| 2017  | Gouverneur            | Northam 52,2 % - 46,7 %         |
| 2017  | Lieutenant-Gouverneur | Fairfax 51,5 % - 48,4 %         |
| 2017  | Procureur Général     | Herring (en) 51,8 % – 48,1 %    |
| 2018  | Sénat                 | Kaine 55,7 % - 42,4 %           |
| 2020  | Président             | Biden 52,4 % - 45,7 %           |
| 2020  | Sénat                 | Warner 53,9 % - 46,0 %          |
| 2021  | Gouverneur            | Youngkin 52,2 % - 47,0 %        |
| 2021  | Lieutenant-Gouverneur | Sears 52,2 % - 47,7 %           |
| 2021  | Procureur Général     | Miyares (en) 51,9 % - 48,0 %    |

### Résultats sous les anciennes frontières
| Année | Poste                 | Résultats                                |
| ----- | --------------------- | ---------------------------------------- |
| 1996  | Président             | Dole 58,0 % - 35,0 %                     |
| 1996  | Sénat                 | Warner 59,0 % - 41,0 %                   |
| 1997  | Gouverneur            | Gilmore 64,0 % - 34,0 %                  |
| 1997  | Lieutenant-Gouverneur | Hager (en) 59,0 % - 37,0 %               |
| 1997  | Procureur Général     | Earley (en) 66,0 % - 34,0 %              |
| 2000  | Président             | Bush 61,0 % - 37,0 %                     |
| 2000  | Sénat                 | Allen 61,0 % - 38,0 %                    |
| 2001  | Gouverneur            | Earley (en) 55,0 % - 44,0 %              |
| 2001  | Lieutenant-Gouverneur | Katzen (en) 52,0 % - 47,0 %              |
| 2001  | Procureur Général     | Kilgore (en) 70,0 % - 30,0 %             |
| 2002  | Sénat                 | Warner (en) 86,0 % - 8,0 % - 6,0 %       |
| 2004  | Président             | Bush 61,0 % - 38,0 %                     |
| 2005  | Gouverneur            | Kilgore (en) 70,0 - 30,0 %               |
| 2005  | Lieutenant-Gouverneur | Bolling 58,0 % - 42,0 %                  |
| 2005  | Procureur Général     | McDonnell 58,0 % - 42,0 %                |
| 2008  | Président             | McCain 53,0 % - 46,0 %                   |
| 2008  | Sénat                 | Warner 60,0 % - 39,0 %                   |
| 2009  | Gouverneur            | McDonnell 65,0 % - 35,0 %                |
| 2009  | Lieutenant-Gouverneur | Bolling 63,0 % - 35,0 %                  |
| 2009  | Procureur Général     | Cuccinelli (en) 65,0 % - 35,0 %          |
| 2012  | Président             | Romney 57,0 % - 42,0 %                   |
| 2012  | Sénat                 | Allen 55,0 % - 45,0 %                    |
| 2013  | Gouverneur            | Cuccinelli (en) 52,0 % - 38,0 % - 10,0 % |
| 2013  | Lieutenant-Gouverneur | Northam 51,0 % - 49,0 %                  |
| 2013  | Procureur Général     | Obenshain (en) 58,0 % – 42,0 %           |
| 2014  | Sénat                 | Gillespie 56,0 % - 41,0 % - 3,0 %        |
| 2016  | Président             | Trump 50,0 % – 44,0 %                    |
| 2017  | Gouverneur            | Gillespie 51,0 % - 48,0 %                |
| 2017  | Lieutenant-Gouverneur | Vogel (en) 53,0 % - 47,0 %               |
| 2017  | Procureur Général     | Adams (en) 53,0 % - 47,0 %               |
| 2018  | Sénat                 | Kaine 52,0 % - 46,0 %                    |
| 2020  | Président             | Biden 49,0 % - 48,0 %                    |
| 2021  | Gouverneur            | Youngkin 55,0 % - 44,0 %                 |

## Liste des représentants du district
| Membre                          | Parti                         | Années                             | Congrès     | Histoire électorale |
| ------------------------------- | ----------------------------- | ---------------------------------- | ----------- | --- |
| District établit le 4 mars 1789 |                               |                                    |             | |
| \|John Page (en)                | Anti-Administration           | 4 mars 1789 - 3 mars 1793          | 1re , 2e    | Élu en 1789. Réélu en 1790. Redécoupage vers le 12e district. |
| Abraham B. Venable (en)         | Anti-Administration           | 4 mars 1793 - 3 mars 1795          | 3e - 5e     | Redécoupage depuis le 6e district et réélu en 1793. Réélu en 1795. Réélu en 1797. Retrait.                                                                                            |
| Abraham B. Venable (en)         | Républicain-Démocrate         | 4 mars 1795 - 3 mars 1799          | 3e - 5e     | Redécoupage depuis le 6e district et réélu en 1793. Réélu en 1795. Réélu en 1797. Retrait.                                                                                            |
| John Randolph                   | Républicain-Démocrate         | 4 mars 1799 - 3 mars 1803          | 6e , 7e     | Élu en 1799. Réélu en 1801. Redécoupage vers le 15e district. |
| Joseph Lewis Jr. (en)           | Fédéraliste                   | 4 mars 1803 - 3 mars 1813          | 8e - 12e    | Élu en 1803. Réélu en 1805. Réélu en 1807. Réélu en 1809. Réélu en 1811. Redécoupage vers le 8e district.                                                                             |
| Hugh Caperton (en)              | Fédéraliste                   | 4 mars 1813 - 3 mars 1815          | 13e         | Élu en 1813. Perd sa réélection. |
| Ballard Smith (en)              | Républicain-démocrate         | 4 mars 1815 - 3 mars 1821          | 14e - 16e   | Élu en 1815. Réélu en 1817. Réélu en 1819. Perd sa réélection. |
| William Smith (en)              | Républicain-démocrate         | 4 mars 1821 - 3 mars 1823          | 17e         | Élu en 1821. Redécoupage vers le 21e district. |
| Jabez Leftwich (en)             | Républicain-démocrate         | 4 mars 1823 - 3 mars 1825          | 18e         | Redécoupage depuis le 14e district et réélu en 1823. Perd sa réélection. |
| Nathaniel Claiborne (en)        | Jacksonien (en)               | 4 mars 1825 - 3 mars 1835          | 19e - 24e   | Élu en 1825. Réélu en 1827. Réélu en 1829. Réélu en 1831. Réélu en 1833. Réélu en 1835. Perd sa réélection.                                                                           |
| Nathaniel Claiborne (en)        | Anti-Jacksonien               | 4 mars 1835 - 3 mars 1837          | 19e - 24e   | Élu en 1825. Réélu en 1827. Réélu en 1829. Réélu en 1831. Réélu en 1833. Réélu en 1835. Perd sa réélection.                                                                           |
| Archibald Stuart (en)           | Démocrate                     | 4 mars 1837 - 3 mars 1839          | 25e         | Élu en 1837. Perd sa réélection. |
| William L. Goggin (en)          | Whig                          | 4 mars 1839 - 3 mars 1843          | 26e , 27e   | Élu en 1839. Réélu en 1841. Perd sa réélection. |
| Henry A. Wise                   | Démocrate                     | 4 mars 1843 - 12 février 1844      | 28e         | Élu en 1843. Démissionne. |
| Vacant                          | Vacant                        | 13 février 1844 - 5 mai 1844       | 28e         | |
| Thomas H. Bayly (en)            | Démocrate                     | 6 mai 1844 - 3 mars 1853           | 28e - 32e   | Élu pour terminer le mandat de Wise. Réélu en 1845. Réélu en 1847. Réélu en 1849. Réélu en 1851. Redécoupage vers le 1er district.                                                    |
| William Smith (en)              | Démocrate                     | 4 mars 1853 - 3 mars 1861          | 33e - 36e   | Élu en 1853. Réélu en 1855. Réélu en 1857. Réélu en 1859. Démissionne. |
| Vacant                          | Vacant                        | 4 mars 1861 - 22 mai 1861          | 37e         | |
| Charles H. Upton (en)           | Unioniste                     | 23 mai 1861 - 27 février 1862      | 37e         | Élection invalidée. |
| Vacant                          | Vacant                        | 28 février 1862 - 15 février 1863  | 37e         | |
| Lewis McKenzie                  | Unioniste                     | 16 février 1863 - 3 mars 1863      | 37e         | Élu pour terminer le mandat d'Upton. Perd sa réélection. |
| District inactif                | District inactif              | 4 mars 1863 - 30 janvier 1870      | 38e - 41e   | Guerre de Sécession et Reconstruction. |
| Lewis McKenzie                  | Conservateur de Virginie (en) | 31 janvier 1870 - 3 mars 1871      | 41e         | Élu en 1870. Perd sa réélection. |
| Elliott M. Braxton (en)         | Démocrate                     | 4 mars 1871 - 3 mars 1873          | 42e         | Élu en 1870. Perd sa réélection. |
| John T. Harris (en)             | Démocrate                     | 4 mars 1873 - 3 mars 1881          | 43e - 46e   | Élu en 1872. Réélu en 1874. Réélu en 1876. Réélu en 1878. Retrait. |
| John Paul (en)                  | Readjuster                    | 4 mars 1881 - 5 septembre 1883     | 47e , 48e   | Élu en 1880. Réélu en 1882. Nommé Juge à la Cour de District des États-Unis. |
| Vacant                          | Vacant                        | 6 septembre 1883 - 4 mai 1884      | 48e         | |
| Charles T. O'Ferrall (en)       | Démocrate                     | 5 mai 1884 - 28 décembre 1893      | 48e - 53e   | Élu pour terminer le mandat de Paul. Réélu en 1884. Réélu en 1886. Réélu en 1888. Réélu en 1890. Réélu en 1892. Retrait pour se présenter comme Gouverneur de Virginie.               |
| Vacant                          | Vacant                        | 29 décembre 1893 - 29 janvier 1894 | 53e         | |
| Smith S. Turner (en)            | Démocrate                     | 30 janvier 1894 - 3 mars 1897      | 53e , 54e   | Élu pour terminer le mandat de O'Ferrall. Réélu en 1894. Retrait. |
| James Hay (en)                  | Démocrate                     | 4 mars 1897 - 1er octobre 1916     | 55e - 64e   | Élu en 1896. Réélu en 1898. Réélu en 1900. Réélu en 1902. Réélu en 1904. Réélu en 1906. Réélu en 1908. Réélu en 1910. Réélu en 1912. Réélu en 1914. Nommé Juge à la U.S. Claim Court. |
| Vacant                          | Vacant                        | 2 octobre 1916 - 6 novembre 1916   | 64e         | |
| Thomas W. Harrison (en)         | Démocrate                     | 7 novembre 1916 - 15 décembre 1922 | 64e - 67e   | Élu pour terminer le mandat de Hay. Réélu en 1916. Réélu en 1918. Élection invalidée.                                                                                                 |
| John Paul Jr. (en)              | Républicain                   | 15 décembre 1922 - 3 mars 1923     | 67e         | Élu en 1922. Perd sa réélection. |
| Thomas W. Harrison (en)         | Démocrate                     | 4 mars 1923 - 3 mars 1929          | 68e - 70e   | Élu en 1922. Réélu en 1924. Réélu en 1926. Perd sa réélection. |
| Jacob A. Garber (en)            | Républicain                   | 4 mars 1929 - 3 mars 1931          | 71e         | Élu en 1928. Perd sa réélection. |
| John W. Fishburne (en)          | Démocrate                     | 4 mars 1931 - 3 mars 1933          | 72e         | Élu en 1930. Retrait. |
| District inactif                | District inactif              | 4 mars 1933 - 3 janvier 1935       | 73e         | |
| Absalom Willis Robertson (en)   | Démocrate                     | 3 janvier 1935 - 5 novembre 1946   | 74e - 79e   | Élu en 1934. Réélu en 1936. Réélu en 1938. Réélu en 1940. Réélu en 1942. Réélu en 1944. Démissionne pour se présenter comme Sénateur des États-Unis.                                  |
| Burr Harrison (en)              | Démocrate                     | 5 novembre 1946 - 3 janvier 1963   | 79e - 87e   | Élu pour terminer le mandat de Robertson. Réélu en 1946. Réélu en 1948. Réélu en 1950. Réélu en 1952. Réélu en 1954. Réélu en 1956. Réélu en 1958. Réélu en 1960. Retrait.            |
| John O. Marsh Jr.               | Démocrate                     | 3 janvier 1963 - 3 janvier 1971    | 88e - 91e   | Élu en 1962. Réélu en 1964. Réélu en 1966. Réélu en 1968. Retrait. |
| J. Kenneth Robinson (en)        | Républicain                   | 3 janvier 1971 - 3 janvier 1985    | 92e - 98e   | Élu en 1970. Réélu en 1972. Réélu en 1974. Réélu en 1976. Réélu en 1978. Réélu en 1980. Réélu en 1982. Retrait.                                                                       |
| D. French Slaughter Jr. (en)    | Républicain                   | 3 janvier 1985 - 5 novembre 1991   | 99e - 102e  | Élu en 1984. Réélu en 1986. Réélu en 1990. Démissionne. |
| George Allen                    | Républicain                   | 5 novembre 1991 - 3 janvier 1993   | 102e        | Élu pour terminer le mandat de Slaughter. Retrait pour se présenter comme Gouverneur de Virginie.                                                                                     |
| Thomas J. Bliley Jr. (en)       | Républicain                   | 3 janvier 1993 - 3 janvier 2001    | 103e - 106e | Redécoupage depuis le 3e district et réélu en 1992. Réélu en 1994. Réélu en 1996. Réélu en 1998. Retrait.                                                                             |
| Eric Cantor                     | Républicain                   | 3 janvier 2001 - 18 août 2014      | 107e - 113e | Élu en 2000. Réélu en 2002. Réélu en 2004. Réélu en 2006. Réélu en 2008. Réélu en 2010. Réélu en 2012. Perd sa renomination et démissionne.                                           |
| Vacant                          | Vacant                        | 18 août 2014 - 4 novembre 2014     | 113e        | |
| Dave Brat                       | Républicain                   | 4 novembre 2014 - 3 janvier 2019   | 113e - 115e | Élu pour terminer le mandat de Cantor et également pour le mandat suivant. Réélu en 2016. Perd sa réélection.                                                                         |
| Abigail Spanberger              | Démocrate                     | 3 janvier 2019 - Présent           | 116e - 118e | Élue en 2018. Réélue en 2020. Réélue en 2022. Retrait à la fin de son mandat pour se présenter aux élections de Gouverneur de Virginie.                                               |

## Résultats des récentes élections
Voici les résultats des dix précédents cycles électoraux dans le district.

### 2004
| Élection de 2004 du 7e district congressionnel de Virginie | Élection de 2004 du 7e district congressionnel de Virginie | Élection de 2004 du 7e district congressionnel de Virginie | Élection de 2004 du 7e district congressionnel de Virginie | Élection de 2004 du 7e district congressionnel de Virginie |
| ---------------------------------------------------------- | ---------------------------------------------------------- | ---------------------------------------------------------- | ---------------------------------------------------------- | ---------------------------------------------------------- |
| Parti                                                      | Parti                                                      | Candidat                                                   | Votes                                                      | %                                                          |
|                                                            | Républicain                                                | Eric Cantor (sortant)                                      | 230 765                                                    | 75,5                                                       |
|                                                            | Indépendant                                                | Ben Jones                                                  | 74 325                                                     | 24,3                                                       |
|                                                            | Write-In                                                   | Write-In                                                   | 568                                                        | 0,2                                                        |
| Total des votes                                            | Total des votes                                            | Total des votes                                            | 305 658                                                    | 100 %                                                      |
|                                                            | Les Républicains conservent                                |                                                            |                                                            |                                                            |

### 2006
| Élection de 2006 du 7e district congressionnel de Virginie | Élection de 2006 du 7e district congressionnel de Virginie | Élection de 2006 du 7e district congressionnel de Virginie | Élection de 2006 du 7e district congressionnel de Virginie | Élection de 2006 du 7e district congressionnel de Virginie |
| ---------------------------------------------------------- | ---------------------------------------------------------- | ---------------------------------------------------------- | ---------------------------------------------------------- | ---------------------------------------------------------- |
| Parti                                                      | Parti                                                      | Candidat                                                   | Votes                                                      | %                                                          |
|                                                            | Républicain                                                | Eric Cantor (sortant)                                      | 163 706                                                    | 63,8                                                       |
|                                                            | Démocrate                                                  | James Nachman                                              | 88 206                                                     | 34,4                                                       |
|                                                            | Indépendant                                                | Brad Blanton                                               | 4 213                                                      | 1,6                                                        |
|                                                            | Write-In                                                   | Write-In                                                   | 272                                                        | 0,1                                                        |
| Total des votes                                            | Total des votes                                            | Total des votes                                            | 256 397                                                    | 100 %                                                      |
|                                                            | Les Républicains conservent                                |                                                            |                                                            |                                                            |

### 2008
| Élection de 2008 du 7e district congressionnel de Virginie | Élection de 2008 du 7e district congressionnel de Virginie | Élection de 2008 du 7e district congressionnel de Virginie | Élection de 2008 du 7e district congressionnel de Virginie | Élection de 2008 du 7e district congressionnel de Virginie |
| ---------------------------------------------------------- | ---------------------------------------------------------- | ---------------------------------------------------------- | ---------------------------------------------------------- | ---------------------------------------------------------- |
| Parti                                                      | Parti                                                      | Candidat                                                   | Votes                                                      | %                                                          |
|                                                            | Républicain                                                | Eric Cantor (sortant)                                      | 233 531                                                    | 62,7                                                       |
|                                                            | Démocrate                                                  | Anita Hartke                                               | 138 123                                                    | 37,1                                                       |
|                                                            | Write-In                                                   | Write-In                                                   | 683                                                        | 0,2                                                        |
| Total des votes                                            | Total des votes                                            | Total des votes                                            | 372 337                                                    | 100 %                                                      |
|                                                            | Les Républicains conservent                                |                                                            |                                                            |                                                            |

### 2010
| Élection de 2010 du 7e district congressionnel de Virginie | Élection de 2010 du 7e district congressionnel de Virginie | Élection de 2010 du 7e district congressionnel de Virginie | Élection de 2010 du 7e district congressionnel de Virginie | Élection de 2010 du 7e district congressionnel de Virginie |
| ---------------------------------------------------------- | ---------------------------------------------------------- | ---------------------------------------------------------- | ---------------------------------------------------------- | ---------------------------------------------------------- |
| Parti                                                      | Parti                                                      | Candidat                                                   | Votes                                                      | %                                                          |
|                                                            | Républicain                                                | Eric Cantor (sortant)                                      | 138 209                                                    | 59,2                                                       |
|                                                            | Démocrate                                                  | Rick Waugh                                                 | 79 616                                                     | 34,1                                                       |
|                                                            | Vert                                                       | Floyd Bayne                                                | 15 164                                                     | 6,5                                                        |
|                                                            | Write-In                                                   | Write-In                                                   | 413                                                        | 0,2                                                        |
| Total des votes                                            | Total des votes                                            | Total des votes                                            | 233 402                                                    | 100 %                                                      |
|                                                            | Les Républicains conservent                                |                                                            |                                                            |                                                            |

### 2012
| Élection de 2012 du 7e district congressionnel de Virginie | Élection de 2012 du 7e district congressionnel de Virginie | Élection de 2012 du 7e district congressionnel de Virginie | Élection de 2012 du 7e district congressionnel de Virginie | Élection de 2012 du 7e district congressionnel de Virginie |
| ---------------------------------------------------------- | ---------------------------------------------------------- | ---------------------------------------------------------- | ---------------------------------------------------------- | ---------------------------------------------------------- |
| Parti                                                      | Parti                                                      | Candidat                                                   | Votes                                                      | %                                                          |
|                                                            | Républicain                                                | Eric Cantor (sortant)                                      | 222 983                                                    | 58,4                                                       |
|                                                            | Démocrate                                                  | Wayne Powell                                               | 158 012                                                    | 41,4                                                       |
|                                                            | Write-In                                                   | Write-In                                                   | 914                                                        | 0,2                                                        |
| Total des votes                                            | Total des votes                                            | Total des votes                                            | 381 909                                                    | 100 %                                                      |
|                                                            | Les Républicains conservent                                |                                                            |                                                            |                                                            |

### 2014
| Élection de 2014 du 7e district congressionnel de Virginie | Élection de 2014 du 7e district congressionnel de Virginie | Élection de 2014 du 7e district congressionnel de Virginie | Élection de 2014 du 7e district congressionnel de Virginie | Élection de 2014 du 7e district congressionnel de Virginie |
| ---------------------------------------------------------- | ---------------------------------------------------------- | ---------------------------------------------------------- | ---------------------------------------------------------- | ---------------------------------------------------------- |
| Parti                                                      | Parti                                                      | Candidat                                                   | Votes                                                      | %                                                          |
|                                                            | Républicain                                                | David Brat                                                 | 148 026                                                    | 60,8                                                       |
|                                                            | Démocrate                                                  | Jack Trammell                                              | 89 914                                                     | 36,9                                                       |
|                                                            | Libertarien                                                | James Carr                                                 | 5 086                                                      | 2,1                                                        |
|                                                            | Write-In                                                   | Write-In                                                   | 325                                                        | 0,1                                                        |
| Total des votes                                            | Total des votes                                            | Total des votes                                            | 243 351                                                    | 100 %                                                      |
|                                                            | Les Républicains conservent                                |                                                            |                                                            |                                                            |

### 2016
| Élection de 2016 du 7e district congressionnel de Virginie | Élection de 2016 du 7e district congressionnel de Virginie | Élection de 2016 du 7e district congressionnel de Virginie | Élection de 2016 du 7e district congressionnel de Virginie | Élection de 2016 du 7e district congressionnel de Virginie |
| ---------------------------------------------------------- | ---------------------------------------------------------- | ---------------------------------------------------------- | ---------------------------------------------------------- | ---------------------------------------------------------- |
| Parti                                                      | Parti                                                      | Candidat                                                   | Votes                                                      | %                                                          |
|                                                            | Républicain                                                | David Brat (sortant)                                       | 218 057                                                    | 57,5                                                       |
|                                                            | Démocrate                                                  | Eileen Bedell                                              | 160 159                                                    | 42,2                                                       |
|                                                            | Write-In                                                   | Write-In                                                   | 947                                                        | 0,2                                                        |
| Total des votes                                            | Total des votes                                            | Total des votes                                            | 379 163                                                    | 100 %                                                      |
|                                                            | Les Républicains conservent                                |                                                            |                                                            |                                                            |

### 2018
| Élection de 2018 du 7e district congressionnel de Virginie | Élection de 2018 du 7e district congressionnel de Virginie | Élection de 2018 du 7e district congressionnel de Virginie | Élection de 2018 du 7e district congressionnel de Virginie | Élection de 2018 du 7e district congressionnel de Virginie |
| ---------------------------------------------------------- | ---------------------------------------------------------- | ---------------------------------------------------------- | ---------------------------------------------------------- | ---------------------------------------------------------- |
| Parti                                                      | Parti                                                      | Candidat                                                   | Votes                                                      | %                                                          |
|                                                            | Démocrate                                                  | Abigail Spanberger                                         | 176 079                                                    | 50,3                                                       |
|                                                            | Républicain                                                | David Brat (sortant)                                       | 169 295                                                    | 48,4                                                       |
|                                                            | Libertarien                                                | Joe Walton                                                 | 4 216                                                      | 1,2                                                        |
|                                                            | Write-In                                                   | Write-In                                                   | 213                                                        | 0,1                                                        |
| Total des votes                                            | Total des votes                                            | Total des votes                                            | 349 831                                                    | 100 %                                                      |
|                                                            | Les Démocrates prennent aux Républicains                   |                                                            |                                                            |                                                            |

### 2020
| Élection de 2020 du 7e district congressionnel de Virginie | Élection de 2020 du 7e district congressionnel de Virginie | Élection de 2020 du 7e district congressionnel de Virginie | Élection de 2020 du 7e district congressionnel de Virginie | Élection de 2020 du 7e district congressionnel de Virginie |
| ---------------------------------------------------------- | ---------------------------------------------------------- | ---------------------------------------------------------- | ---------------------------------------------------------- | ---------------------------------------------------------- |
| Parti                                                      | Parti                                                      | Candidat                                                   | Votes                                                      | %                                                          |
|                                                            | Démocrate                                                  | Abigail Spanberger (sortante)                              | 230 893                                                    | 50,8                                                       |
|                                                            | Républicain                                                | Nick Freitas                                               | 222 623                                                    | 49,0                                                       |
|                                                            | Write-In                                                   | Write-In                                                   | 823                                                        | 0,2                                                        |
| Total des votes                                            | Total des votes                                            | Total des votes                                            | 454 339                                                    | 100 %                                                      |
|                                                            | Les Démocrates conservent                                  |                                                            |                                                            |                                                            |

### 2022
La Primaire Démocrate a été annulée. Abigail Spanberger, la Représentante sortante, avance vers l'Élection Générale.
| Primaire Républicaine de 2022 du 1er district congressionnel de l'Iowa | Primaire Républicaine de 2022 du 1er district congressionnel de l'Iowa | Primaire Républicaine de 2022 du 1er district congressionnel de l'Iowa | Primaire Républicaine de 2022 du 1er district congressionnel de l'Iowa | Primaire Républicaine de 2022 du 1er district congressionnel de l'Iowa |
| ---------------------------------------------------------------------- | ---------------------------------------------------------------------- | ---------------------------------------------------------------------- | ---------------------------------------------------------------------- | ---------------------------------------------------------------------- |
| Parti                                                                  | Parti                                                                  | Candidat                                                               | Votes                                                                  | %                                                                      |
|                                                                        | Républicain                                                            | Yesli Vega                                                             | 10 913                                                                 | 28,9                                                                   |
|                                                                        | Républicain                                                            | Derrick Anderson                                                       | 8 966                                                                  | 23,8                                                                   |
|                                                                        | Républicain                                                            | Bryce Reeves                                                           | 7 580                                                                  | 20,1                                                                   |
|                                                                        | Républicain                                                            | Crystal Vanuch                                                         | 6 400                                                                  | 17,0                                                                   |
|                                                                        | Républicain                                                            | David Ross                                                             | 2 284                                                                  | 6,1                                                                    |
|                                                                        | Républicain                                                            | Gina Ciarcia                                                           | 1 565                                                                  | 4,1                                                                    |

| Élection de 2022 du 7e district congressionnel de Virginie | Élection de 2022 du 7e district congressionnel de Virginie | Élection de 2022 du 7e district congressionnel de Virginie | Élection de 2022 du 7e district congressionnel de Virginie | Élection de 2022 du 7e district congressionnel de Virginie |
| ---------------------------------------------------------- | ---------------------------------------------------------- | ---------------------------------------------------------- | ---------------------------------------------------------- | ---------------------------------------------------------- |
| Parti                                                      | Parti                                                      | Candidat                                                   | Votes                                                      | %                                                          |
|                                                            | Démocrate                                                  | Abigail Spanberger (sortante)                              | 143 357                                                    | 52,2                                                       |
|                                                            | Républicain                                                | Yesli Vega                                                 | 130 586                                                    | 47,6                                                       |
|                                                            | Write-In                                                   | Write-In                                                   | 637                                                        | 0,2                                                        |
| Total des votes                                            | Total des votes                                            | Total des votes                                            | 274 580                                                    | 100 %                                                      |
|                                                            | Les Démocrates conservent                                  |                                                            |                                                            |                                                            |

### 2024
| Primaire Démocrate de 2024 du 7e district congressionnel de Virginie | Primaire Démocrate de 2024 du 7e district congressionnel de Virginie | Primaire Démocrate de 2024 du 7e district congressionnel de Virginie | Primaire Démocrate de 2024 du 7e district congressionnel de Virginie | Primaire Démocrate de 2024 du 7e district congressionnel de Virginie |
| -------------------------------------------------------------------- | -------------------------------------------------------------------- | -------------------------------------------------------------------- | -------------------------------------------------------------------- | -------------------------------------------------------------------- |
| Parti                                                                | Parti                                                                | Candidat                                                             | Votes                                                                | %                                                                    |
|                                                                      | Démocrate                                                            | Eugene Vindman                                                       | 17 263                                                               | 49,3                                                                 |
|                                                                      | Démocrate                                                            | Elizabeth Guzman                                                     | 5283                                                                 | 15,1                                                                 |
|                                                                      | Démocrate                                                            | Briana Sewell                                                        | 4706                                                                 | 13,4                                                                 |
|                                                                      | Démocrate                                                            | Andrea Bailey                                                        | 4381                                                                 | 12,5                                                                 |
|                                                                      | Démocrate                                                            | Margaret Franklin                                                    | 2034                                                                 | 5,8                                                                  |
|                                                                      | Démocrate                                                            | Carl Bedell                                                          | 738                                                                  | 2,1                                                                  |
|                                                                      | Démocrate                                                            | Clifford Heinzer                                                     | 621                                                                  | 1,8                                                                  |

| Primaire Républicaine de 2024 du 7e district congressionnel de Virginie | Primaire Républicaine de 2024 du 7e district congressionnel de Virginie | Primaire Républicaine de 2024 du 7e district congressionnel de Virginie | Primaire Républicaine de 2024 du 7e district congressionnel de Virginie | Primaire Républicaine de 2024 du 7e district congressionnel de Virginie |
| ----------------------------------------------------------------------- | ----------------------------------------------------------------------- | ----------------------------------------------------------------------- | ----------------------------------------------------------------------- | ----------------------------------------------------------------------- |
| Parti                                                                   | Parti                                                                   | Candidat                                                                | Votes                                                                   | %                                                                       |
|                                                                         | Républicain                                                             | Derrick Anderson                                                        | 16 338                                                                  | 45,2                                                                    |
|                                                                         | Républicain                                                             | Cameron Hamilton                                                        | 13 448                                                                  | 37,2                                                                    |
|                                                                         | Républicain                                                             | Jonathon Myers                                                          | 4660                                                                    | 12,9                                                                    |
|                                                                         | Républicain                                                             | John Prabhudoss                                                         | 729                                                                     | 2,0                                                                     |
|                                                                         | Républicain                                                             | Maria Martin                                                            | 625                                                                     | 1,7                                                                     |
|                                                                         | Républicain                                                             | Terris Todd                                                             | 373                                                                     | 1,0                                                                     |

| Élection de 2024 du 7e district congressionnel de Virginie | Élection de 2024 du 7e district congressionnel de Virginie | Élection de 2024 du 7e district congressionnel de Virginie | Élection de 2024 du 7e district congressionnel de Virginie | Élection de 2024 du 7e district congressionnel de Virginie |
| ---------------------------------------------------------- | ---------------------------------------------------------- | ---------------------------------------------------------- | ---------------------------------------------------------- | ---------------------------------------------------------- |
| Parti                                                      | Parti                                                      | Candidat                                                   | Votes                                                      | %                                                          |
|                                                            | Démocrate                                                  | Eugene Vindman                                             | TBD                                                        | TBD                                                        |
|                                                            | Républicain                                                | Derrick Anderson                                           | TBD                                                        | TBD                                                        |
| Total des votes                                            | Total des votes                                            | Total des votes                                            | TBD                                                        | 100 %                                                      |
|                                                            |                                                            |                                                            |                                                            |                                                            |

## Frontières historiques du district
Le 7e district de Virginie a débuté en 1788 et couvrait les comtés d'Essex, Richmond, Westmoreland, Northumberland, Lancaster, Gloucester, Middlesex, King et Queen, King William et Caroline.

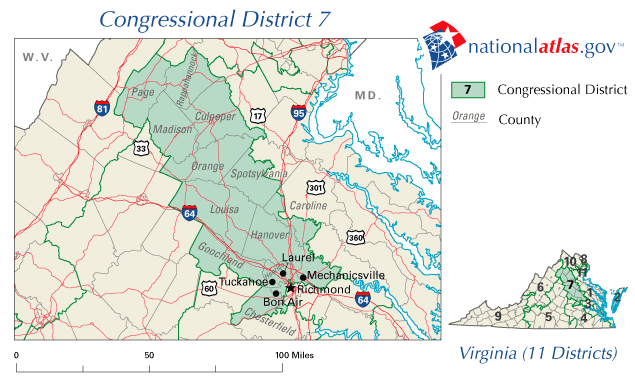
2003 - 2013

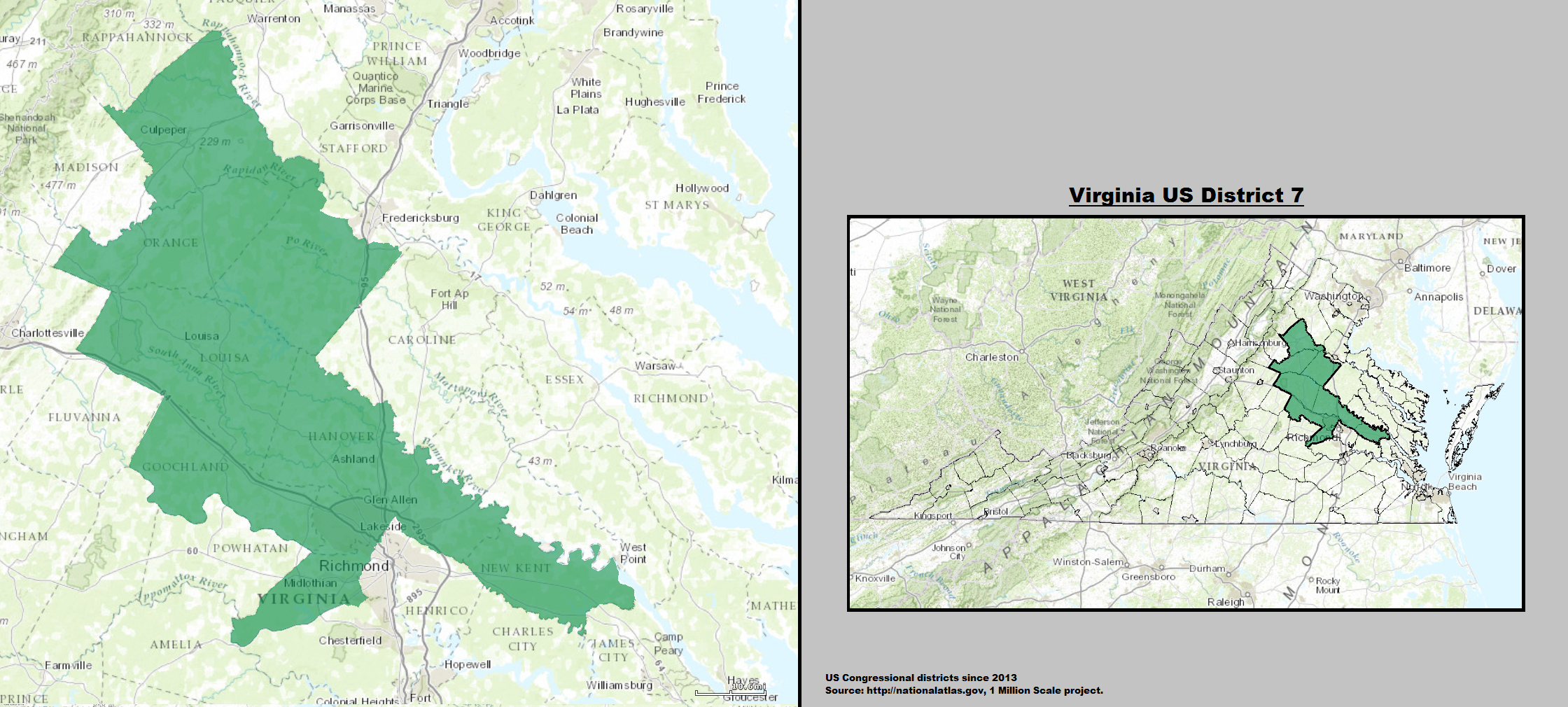
2013 - 2017

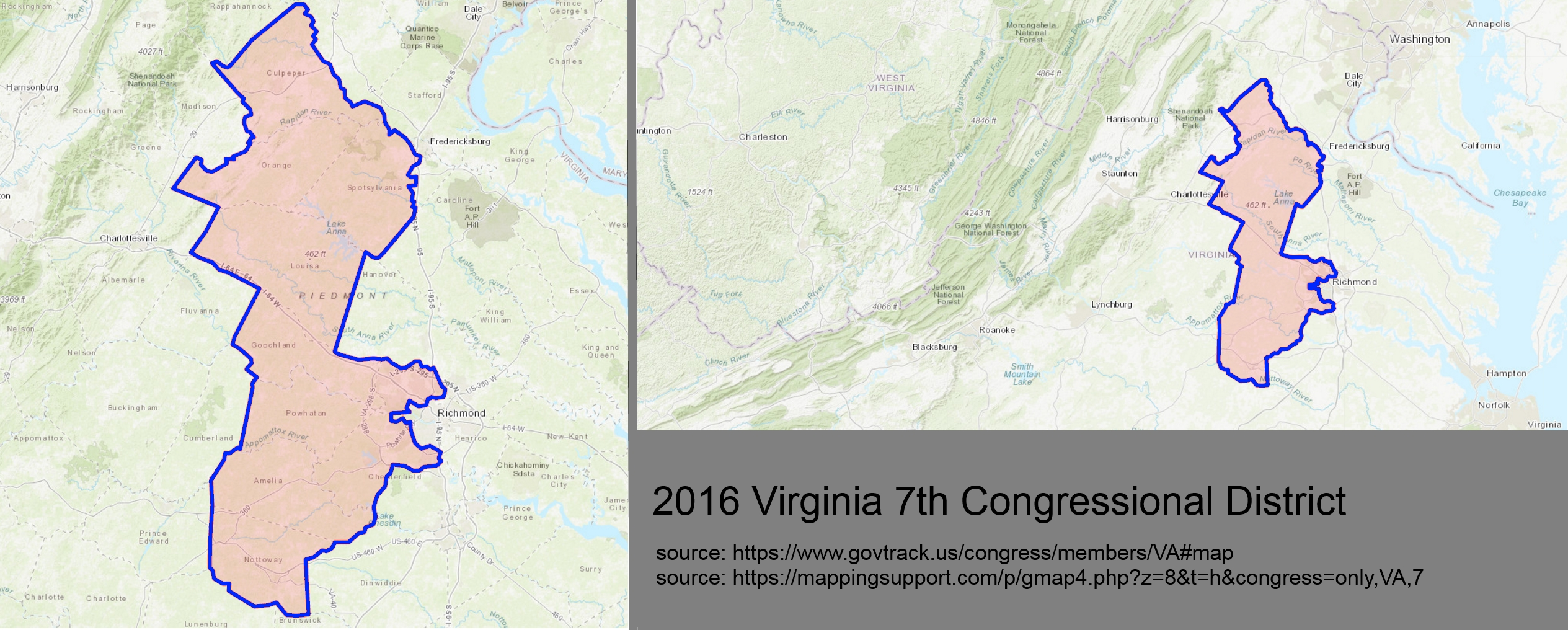
2017 - 2023